# 常楽寺 (新潟県刈羽村)
常楽寺（じょうらくじ）は、新潟県刈羽村井岡にある真言宗豊山派寺院である。越後三十三観音霊場札所第六番にあたる。山号は玉崎山。本尊は聖観音菩薩。

## 概要
33年毎にご開帳されている奈良時代に作られた観音菩薩の彫刻が安置されている。住職不在。

## 交通
- JR越後線 刈羽駅から東へ徒歩約20分